# Morinda turbacensis
Morinda turbacensis är en måreväxtart som beskrevs av Carl Sigismund Kunth. Morinda turbacensis ingår i släktet Morinda och familjen måreväxter. Inga underarter finns listade i Catalogue of Life.